# CA Douradense
CA Douradense was een Braziliaanse voetbalclub uit Dourados in de staat Mato Grosso do Sul. 

## Geschiedenis
De club speelde in 1984 voor het eerst in de hoogste klasse van het Campeonato Sul-Mato-Grossense. In 1985 werd de club groepswinnaar in de eerste fase en verloor dan in de halve finale van stadsrivaal Ubiratan. In 1987 bereikten ze opnieuw de tweede fase en verloor daar van Operário. Ook in 1988 werden ze door Ubiratan uitgeschakeld. Dat jaar mocht de club ook deelnemen aan de Série C en werd daar in de eerste ronde uitgeschakeld. Het jaar erop mocht de club in de Série B aantreden en werd daar in de groepsfase vierde op zes clubs. Na dit jaar verdween de club uit de profcompetitie. 

## Bekende ex-spelers
- Dadá Maravilha
- Mirandinha